# Macromitrium ochraceum
Macromitrium ochraceum là một loài Rêu trong họ Orthotrichaceae. Loài này được (Dozy & Molk.) Müll. Hal. mô tả khoa học đầu tiên năm 1845.